# Етнічні меншини Польщі
Населення післявоєнної Польщі стало етнічно набагато більш однорідним в результаті нацистського Голокосту, радикально змінених польських кордонів, влаштованих радянською владою депортацій значних польських меншин із Литви, Білорусі і України та депортації українців із Польщі.

## Історичний зріз

### Національні меншини в Королівстві Польщі та Речі Посполитій
Хоча поняття етнічної меншини здебільшого використовується з прив'язкою до сучасності, з історичного погляду, Польща була дуже багатонаціональною країною. На самому початку особливо помітним був наплив єврейських і німецьких поселенців, які утворювали значні меншини або й переважали у міських центрах. Після польсько-литовської унії в середині XIV століття та Люблінської унії, яка формально створила Річ Посполиту в 1569 році, основну частину населення Речі Посполитої становили литовці і русини.
Оцінка за 1493 рік подає загальне населення Польщі і Литви на рівні 7,5 мільйона чоловік, розбиваючи його за етнічною ознакою на:
- 3,25 мільйона поляків
- 3,75 мільйона русинів
- 0,5 мільйона литовців[1]

1618 року після Деулінського перемир'я населення Речі Посполитої разом зі збільшенням її території сягнуло 12 млн душ. Її жителі можна було б умовно розділити на:
- поляків — 4,5 млн
- українців — 3,5 мільйона
- білорусів — 1,5 мільйона
- литовців — 0,75 млн
- пруссів — 0,75 млн
- євреїв — 0,5 млн
- латишів — 0,5 млн

На той час шляхта (польська знать) становила 10%, а бюргери — 15%.
Через втрати населення і територій у середині і наприкінці XVII сторіччя, чисельність населення Речі Посполитої в 1717 році скоротилася до всього лише 9 мільйонів осіб, розподілених за такими етнічними групами:
- 4,5 млн поляків
- 1,5 млн українців
- 1,2 млн білорусів
- 0,8 млн литовців
- 0,5 млн євреїв
- 0,5 млн інших[2]

### Національні меншини у Другій Республіці

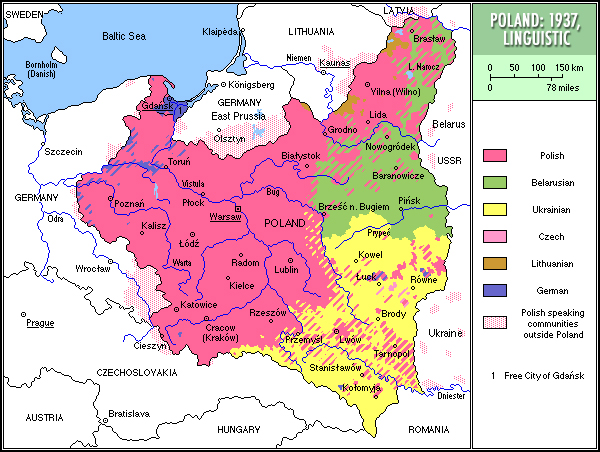
Польща, лінгвістична карта 1937

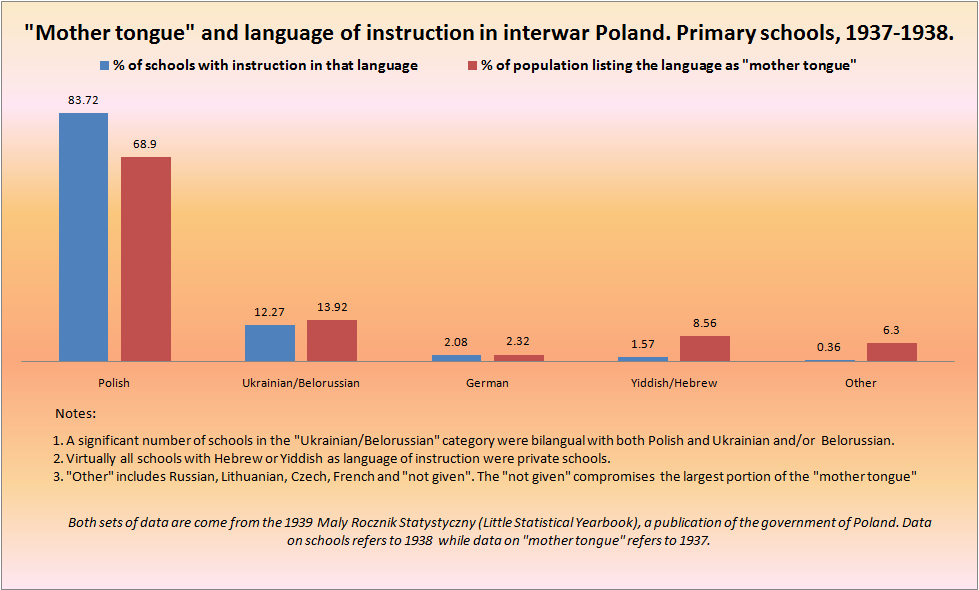
Мова навчання у міжвоєнних польських школах і відсоток населення, який відзначав певну мову як рідну, 1937/38. Натисніть, щоб збільшити.

Польща історично була країною багатьох національностей. Це особливо відповідало дійсності після відновлення її незалежності за підсумками Першої світової війни. Перепис 1921 відніс до меншин 30,8% населення. Ця тенденція ще більше посилилася з польською перемогою у Польсько-радянській війні та, як наслідок, великими територіальними здобутками Польщі на сході. Згідно з польським переписом 1931 (як засвідчує Норман Дейвіс), 68,9% населення було польським, 13,9% були українцями, близько 10% становили євреї, 3,1% — білоруси, 2,3% — німці і 2,8% — інші, включаючи литовців, чехів і вірмен. Крім того, були невеликі громади росіян і циган. Становище меншин було складною темою і з плином часу змінювалося.
Польща була також країною багатьох релігій. У 1921 році 16 057 229 поляків (приблизно 62,5%) були католиками римського (латинського) обряду, 3 031 057 (близько 11,8%) громадян Польщі були католиками східного обряду (здебільшого українські греко-католики і вірменські католики), 2 815 817 (близько 10,95%) були православними, 2 771 949 (приблизно 10,8%) були юдеями і 940 232 (близько 3,7%) були протестантами (головним чином євангельськими лютеранами.) До 1931 року Польща мала другу у світі за величиною єврейську громаду — одна п'ята всіх євреїв світу проживали у межах її кордонів (близько 3 136 000 осіб).

## Сучасність

### Національні меншини в часи Народної Республіки
Перед Другою світовою війною третину населення Польщі складали етнічні меншини. Однак після війни меншини Польщі здебільшого позникали у зв'язку з переглядом кордонів 1945 року і Голокостом. За час роботи Національного репатріаційного управління (пол. Państwowy Urząd Repatriacyjny), мільйони поляків були змушені покинути свої домівки у «східних кресах» і оселитися на заході, в колишніх німецьких землях. Водночас близько 5 мільйонів німців, які залишилися (близько 8 мільйонів вже втекло або було вигнано і близько 1 мільйона було вбито в 1944-1946 рр.) було схожим чином виселено з цих територій у союзницькі зони окупації. Українська і білоруська меншини тепер опинилися здебільшого у межах Радянського Союзу; опір тих, хто виступав проти цієї нової політики (як Українська повстанська армія в горах Бещади), придушили до кінця 1947 року в ході операції «Вісла».
Єврейське населення Польщі, яка складало найбільшу єврейську громаду в довоєнній Європі чисельністю близько 3,3 мільйона осіб, до 1945 було практично повністю знищено. Близько 3 мільйонів євреїв померли від голоду у багатьох гетто і трудових таборах, були вигублені в нацистських таборах смерті або ескадронами смерті — айнзатцгрупами. Від 40 до 100 тис. польських євреїв вижили після Голокосту у Польщі, а ще від 50 000 до 170 000 було репатрійовано з СРСР, і від 20 000 до 40 000 — з Німеччини та інших країн. Після війни у Польщі налічувалося щонайбільше від 180 000 до 240 000 євреїв, які оселилися здебільшого у Варшаві, Лодзі, Кракові і Вроцлаві.

### Права меншин у Третій Республіці
Права етнічних меншин у Польщі гарантовані в статті 35 Конституції 1997 року:
1. Республіка Польща забезпечує польським громадянам, які належать до національних або етнічних меншин, свободу зберігати і розвивати свою власну мову, підтримувати звичаї і традиції та розвивати свою власну культуру.
2. Національні та етнічні меншини мають право створювати освітні та культурні заклади, установи, покликані захищати релігійну ідентичність, а також брати участь у розв'язанні питань, пов'язаних з їхньою культурною самобутністю.
Проект закону про етнічні та національні меншини і регіональні мови від 6 січня 2005 року (пол. Ustawa o mniejszościach narodowych i etnicznych oraz o języku regionalnym) передбачає, що для визнання етнічною чи національною меншиною даній групі потрібно проживати у Польщі не менше ніж 100 років, що виключає меншини, які раніше визнавав такими комуністичний режим, такі як греки. Нині у Польщі є три категорії визнаних меншин: 9 національних меншин (білоруси, чехи, литовці, німці, вірмени, росіяни, словаки, українці, євреї), 4 етнічні меншини (караїми, лемки, роми і татари) та одна регіональна мовна меншина (кашуби).
12 лютого 2009 Польща ратифікувала Європейську хартію регіональних мов або мов меншин:
1. мови меншин: білоруська, чеська, іврит, ідиш, караїмська, кашубська, литовська, лемківська, німецька, вірменська, циганська, російська, словацька, татарська та українська.
2. регіональна мова: кашубська
3. мови національних меншин: білоруська, чеська, іврит, ідиш, литовська, німецька, вірменська, російська, словацька та українська
4. мови етнічних меншин: караїмська, лемківська, ромська і татарська
5. нетериторіальні мови: іврит, ідиш, караїмська, вірменська і ромська.

## Демографія
Під час польського перепису 2002 року 96,7% населення Польщі заявляло про свою польську національність, а 97,8% відзначили, що вдома говорять польською мовою. За даними перепису 2011 року, 1,44% з 39 мільйонів жителів Польщі визнали, що ведуть свій родовід від предків якого-небудь іншого  народу, відмінного від польського. Це число включає 418 000 тих, які обрали таке національно-етнічне самовизначення, як сілезці (362 000 назвали це своєю єдиною етнічною належністю і 391 000 — другою етнічною належністю) та 17 000 кашубів (16 000 назвали таку свою етнічну належність як єдину). Визнані меншини налічували 0,3% населення: 49 000 німців (26 000 як єдина етнічна належність), 36 000 українців (26 000 виключно українського походження), 7 000 лемків (5 000 виключно цього етнічного походження), 37 000 білорусів (для 31 000 з них це єдине етнічне походження), 12 000 ромів (9 000 обрали ромське походження як своє єдине), 8 000 росіян (для 5 000 це єдине етнічне походження). 0,2% населення становлять іноземні громадяни.
Польський перепис 2002 року:
- 38 230 080 — загальна чисельність населення Польщі
- 36 983 720 — поляки
- 774 885 — національність не вказали
- 471 475 — непольського або багатонаціонального походження

Перепис 2011 року:
- 38 512 000 — загальна чисельність населення Польщі
- 36 157 000 — тільки польської національності
- 951 000 — національність не вказали
- 1 404 000 заявили, що не є поляками або з огляду на свою першу національно-етнічну належність, або на другу; 842 000 з них заявили про свою непольську національно-етнічну належність разом із польською (52% сілезців, 93% кашубів, 46% німців, 40% українців); 640 000 заявили про свою непольську національно-етнічну належність як першу (562 000 зазначили тільки непольську національно-етнічну належність); 802 000 заявили про свою непольську національно-етнічну належність як другу (50% сілезців, 26% кашубів, 8% німців).

Загальна картина походження населення Польщі в 2011 році була такою:
| Походження населення                               | %    | Населення  |
| -------------------------------------------------- | ---- | ---------- |
| європейське                                        | 98,6 | 37 962 000 |
| Євросоюз                                           | 98,2 | 37 813 000 |
| Етнічно польське (в тому числі сілезці і кашуби)   | 97,7 | 37 602 000 |
| Інші держави-члени ЄС (насамперед німецьке)        | 0,5  | 211 000    |
| Решта Європи (перш за все українське і білоруське) | 0,4  | 149 000    |
| Інше походження (передовсім в'єтнамське)           | <0,1 | 29 000     |
| Різнорасове або незазначене походження             | 1,4  | 521 000    |
| Все населення                                      | 100  | 38 512 000 |

### Вірмени
У XIV столітті на території польського королівства оселилися  50 000 вірмен, і за кілька хвиль послідовних імміграцій поступово сформувалася вірменська колонія. Згідно з польським переписом 2002, у Польщі є 1 082 вірмени, хоча орієнтовані на вірмен джерела оцінюють їхню чисельність аж у 92 000. У XVII столітті вірменська православна громада навернулася в католицтво. У Львові, яким у ті часи володіло Польське королівство, досі є вірменська церква, де духовенство веде проповіді вірменською мовою.

### Білоруси
За польським переписом 2002 року, про свою належність до цієї групи заявили 48 700 людей.
Вони компактно проживають у районі Білостока, на південь і схід від міста, та в районах, прилеглих до кордону з Білоруссю.

### Чехи
За даними польського перепису 2002, у Польщі живе 386 чехів, багато з них у Зелюві або поблизу чеського кордону. Можна стверджувати, що найвідоміший поляк із чеським корінням — це художник Ян Матейко.

### Німці
Німці залишаються у Помор'ї, Сілезії, Східній Пруссії і Любуській землі. Поточні оцінки спираються на перепис населення 2002, який нарахував 147 094 німці, що живуть здебільшого в районі міст Ополе, Катовиці та Ченстохова (південно-західна частина Польщі).

### Греки
Приблизно 4-5 тис. греків живуть у центральній і південно-східній Польщі, більшість із яких прибула в 1949 році, після громадянської війни у Греції. Передбачається, що після цього конфлікту, близько 14 тис. греків переселилися у Польщу, розмістившись переважно у місті Згожелець у Нижній Сілезії. З плином часу більшість із них повернулася на батьківщину або переїхала в Німеччину. На сьогодні у Польщі, за оцінками, проживає 25 000 греків.

### Євреї
Століттями Польща була головною країною євреїв всього світу, а євреї утворювали головну меншину Польщі. Проте вона не пережила Другу світову війну. До війни у Польщі було 3 474 000 євреїв. Ті, кому вдалося вижити, втекли здебільшого у США, Ізраїль або Латинську Америку.
За даними Міністерства внутрішніх справ і адміністрації Польщі, під час перепису 2002 у Польщі налічувалося 1 055 євреїв. Їхні представники живуть, головним чином, у великих містах, таких як Варшава, Вроцлав, Краків і Люблін.

### Караїми
За даними перепису 2002 року, налічувалося 45 караїмів, 43 з яких були польськими громадянами.

### Кашуби
За польським переписом 2002 року, тільки 5 100 осіб зазначили свою кашубську національність, хоча 52 665 назвали кашубську своєю рідною мовою. Згідно з даними цього перепису, в десятьох польських гмінах говорить кашубською понад 20% населення: Пшодково (49,0%), Суленчино (48,6 %), Стенжиця (43,2%), ґміна Сераковіце (39,9%), ґміна Ліня (35,5%), ґміна Хмельно (34,8%), Пуцьк (30,9%), Сомоніно (30,8%), Шемуд (26,3%) і Пархово (22,6%). Однак, за даними перепису 2011 року, кількість осіб, які обрали кашубську як свою першу етнічну належність, зросла до 17 000, а разом з тими, хто назвав кашубську своєю другою етнічною належністю, чисельність таких осіб становить 229 тис.
Кашубом є колишній польський прем'єр-міністр, а нині голова Європейської ради Дональд Туск.

### Курсенієки

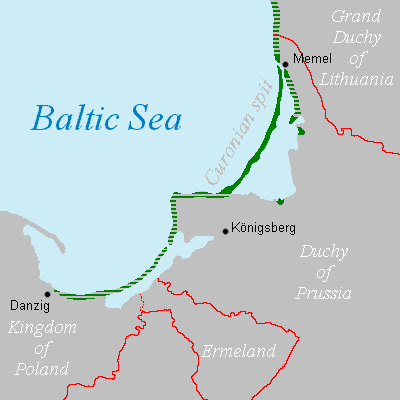
Територія, заселена куронами, станом на 1649

Якщо сьогодні курсенієки, також відомі у Польщі як «пруські курони» (пол. Kuronowie Pruscy) або «куронці» (пол. Kurończycy), а в Литві як «куршінінкай» (лит. Kuršininkai), є майже вимерлою балтійською етнічною групою, що проживає уздовж Куршської коси, то в 1649 область розселення курсенієків простягалася від міста Мемель до Данцига. Кінець кінцем, їх асимілювали німці, за винятком тих, що жили вздовж Куршської коси, де деякі мешкають і досі. Курсенієків на підставі мовної схожості аж до закінчення Першої світової війни, коли Латвія здобула незалежність від Російської імперії, зараховували до латишів. Це послужило логічним обґрунтуванням латвійських претензій на Куршську косу, Мемель та інші території Східної Пруссії, які пізніше було відкликано.

### Лемки/Русини
За даними перепису 2002 року, 5 863 особи (з них 62 русини) назвали себе лемками. Всі вони — громадяни Польщі. Згідно з переписом 2011 року, загалом у Польщі проживає 10 000 лемків (із них назвали лемківську як свою першу етнічну належність 7 000).

### Литовці
За даними перепису населення 2002, у Польщі налічувалося 5 846 литовців (5 639 польських громадян). Вони компактно проживають у Сувалках, на північному сході Польщі, та на території гміни Пунськ, де у 2002 року становили 74,4% жителів (3 312 із 4 454).

### Македонці
У Польщі, за переписом 2002 року, налічувалося 286 македонців, у тому числі 187 польських громадян. У 1970 році згадувалося про 5 000 носіїв македонської мови.

### Мазури
За даними перепису 2002 року, 46 осіб самовизначилися як мазури, всі вони є громадянами Польщі.

### Олендри/Фризи
За даними перепису 2002 року, 109 осіб самовизначилися як фризи, в тому числі 36 польських громадян.

### Роми
За даними перепису 2002 року, у Польщі проживає 12 731 ром. Вони живуть розпорошено на всій території країни, хоча численніше представлені на півдні Польщі.

### Росіяни
Росіяни розсіяні по всій території Польщі, але здебільшого проживають у східній її частині. Росіяни розкидані по всій території Польщі, За даними перепису 2002, у Польщі є 3 244 росіяни. Ця кількість включає в себе також старовірів, які належать до Східної церкви старообрядців і становлять 2-3 тис. осіб, що проживають на південному сході Польщі.

### Шотландці
Шотландці переселялися у Польщу у великих кількостях у середині XVI ст. Це були переважно вихідці з високогірної Шотландії та здебільшого віряни католицької і єпископальної церков: вони тікали від релігійних переслідувань і суворих економічних умов. Цьому також сприяла жвава торгівля між портами східного узбережжя Шотландії, такими як Данді, Літ (нині район Единбургу) і Абердин та містами Данциг і Кенігсберг. Мандрівник і письменник Вільям Літгоу, відвідавши Польщу 1616 року, засвідчив, що в країні проживало орієнтовно 30 000 шотландських сімей. До сьогодні вважається, що багато поляків мають шотландське походження. Перепис 2011 року налічив 26 шотландців (у тому числі 13 польських громадян).

### Сілезці
За оцінками програми ЄФРР «Interreg», у Польщі налічується до 2 000 000 сілезців. Однак, за польським переписом 2002 року, офіційно назвали себе сілезцями 173 153 людини, хоча тільки близько 60 000 осіб визнали сілезьку мову рідною. Під час польського перепису 2011 року, про належність до сілезької етнонаціональності заявили 809 тис. опитаних з 5 млн осіб у Сілезії, причому 362 тис. назвали її як свою єдину національність, 418 тис. обрали її своєю першою національністю, а 415 тис. відзначили цю свою національність спільно з польською національністю.

### Словаки
Словаки живуть у деяких районах на півдні Польщі, налічуючи, за даними польського перепису 2002 року, 1 710 осіб. Польські словаки населяють два невеликі прикордонні райони у Спіші та Ораві (південь Польщі, біля польсько-словацького кордону). Великі групи словаків проживають у Кракові і області Сілезія.

### Татари
Досі існують і все ще практикують іслам невеликі громади польських татар-липків. Деякі польські міста, головним чином на північному сході Польщі (у Підляському воєводстві) мають мечеті. Татари прибули як наймані солдати, починаючи з кінця XIV століття. 1630 року татарське населення досягло приблизно 100 000, але перепис 2002 засвідчив тільки 447 жителів, які заявили про таку свою національність.

### Українці
Українці розпорошені по різних східних і північних районах. Під час польського перепису 2002 року 27 172 особи заявили, що належать до цієї групи.

### В'єтнамці
У Польщі проживає близько 50 тисяч в'єтнамців, здебільшого у великих містах. Вони видають низку газет — як про-, так і антикомуністичних. Першими іммігрантами були в'єтнамські студенти польських університетів у часи після закінчення Другої світової війни. Ці цифри дещо зросли під час В'єтнамської війни, коли угоди між комуністичними в'єтнамським і польським урядами дозволили в'єтнамським гастарбайтерам пройти виробниче навчання у Польщі. Велика кількість в'єтнамських іммігрантів також прибула після 1989 року.

### Інші
Є також національні групи американців (у 2002 році — 1 541, з яких 992 мали польське громадянство), британці, турки (232, в тому числі 74 польські громадяни), угорці (579, включаючи 228 польських громадян), французи (2002: 1633, в тому числі 1 068 польських громадян), італійці (1 367, включаючи 835 польських громадян), серби, хорвати, болгари (1 112, в тому числі 404 польські громадяни), румуни, грузини, африканці, палестинці (229, у тому числі 146 польських громадян), інші араби, курди, скандинави, чеченці і в'єтнамці, які являють собою невеликі етнічні громади у таких великих містах, як Варшава, Краків і Гданськ. Є також різні етнічні групи з усього світу, як-от: зулуси (92, в тому числі 52 громадяни Польщі), курди (91, у тому числі 62 громадяни Польщі), афроамериканці (80, у тому числі 37 польських громадян), фламандці (23, в тому числі 10 польських громадян) тощо.